# Khayar Oumar Defallah
Khayar Oumar Defallah est un homme politique, écrivain et acteur tchadien, né vers 1944 dans la région du Ouaddaï de parent nomade chamelier. Il a écrit le livre Fils de nomade,.